# Christian Blum
Christian Blum (* 10. März 1987 in Neubrandenburg) ist ein deutscher Leichtathlet, der sich auf den Sprint spezialisiert hat.

## Sportliche Karriere
Blum kam erst mit 13 Jahren zur Leichtathletik. Zuvor war er im Kanu-Rennsport aktiv, aber das Training in der Halle machte ihm mehr Spaß. Als Leichtathlet war er zweifacher deutscher B-Jugendmeister über 100 und 200 Metter.
2005 siegte Blum bei den Junioreneuropameisterschaften in Kaunas mit der 4-mal-100-Meter-Staffel in 39,90 s.
2006 wurde Blum Jugendhallenmeister über 60 Meter (6,73 s) und über 200 Meter (21,40 s). Im Freien gewann er den Jugendtitel über 100 Meter und wurde über 200 Meter Zweiter. Er nahm an den Jugendweltmeisterschaften 2006 in Peking teil. Mit 10,39 s über 100 Meter und 21,00 s über 200 Meter führte er 2006 die Jugendbestenlisten an.
2007 wurde Blum Deutscher Hallenmeister der Erwachsenenklasse in 6,59 s. Bei den Halleneuropameisterschaften in Birmingham kam er bis ins Halbfinale. In der Freiluftsaison 2007 war er in der ersten Saisonhälfte bester deutscher Sprinter und verbesserte seine Bestzeit auf 10,26 s. Bei den Deutschen Meisterschaften in Erfurt belegte er in 10,43 s nur den vierten Platz. Blum wurde daraufhin zwar für die Weltmeisterschaften 2007 in Osaka nominiert (Einzel und Staffel), aber nicht eingesetzt, da er sich am 12. August in Wattenscheid eine Oberschenkelverletzung zugezogen hatte.
2011, 2012, 2014 und 2015 wurde Christian Blum Deutscher Hallenmeister über 60 Meter. Im Freien wurde er 2010 und 2011 Deutscher Vizemeister über 100 Meter sowie 2012 und 2014 Deutscher Meister mit der 4-mal-100-Meter-Staffel des TV Wattenscheid 01. Bei den Halleneuropameisterschaften 2015 in Prag gewann er über 60 Meter die Silbermedaille.
2016 startete Blum als Deutscher Vizehallenmeister über 60 Meter.
Blum startet für den TV Wattenscheid 01.

## Persönliche Bestleistungen
- 6,56 s auf 60 m, in der Halle: Stuttgart, 7. Februar 2009
- 10,20 s auf 100 m, in Weinheim (+1,5 m/s), 31. Mai 2014
- 20,85 s auf 200 m, in Regensburg, (+0,0 m/s), 9. Juni 2007

## Erfolge
national
- 2006: Deutscher Jugendmeister (100 m)
- 2006: Deutsche Jugendhallenmeisterschaften (60 und 200 m)
- 2006: 5. Platz Deutsche Meisterschaften (100 m)
- 2007: Deutscher Hallenmeister (60 m)
- 2007: 4. Platz Deutsche Meisterschaften (100 m)
- 2010: Deutscher Vizemeister (100 m)
- 2011: Deutscher Hallenmeister (60 m)
- 2011: Deutscher Vizemeister (100 m)
- 2012: Deutscher Hallenmeister (60 m und 4 × 200 m)
- 2012: Deutscher Meister (4 × 100 m)
- 2012: 4. Platz Deutsche Meisterschaften (100 m)
- 2014: Deutscher Hallenmeister (60 m)
- 2014: Deutscher Meister (4 × 100 m)
- 2015: Deutscher Hallenmeister (60 m)
- 2016: Deutscher Vizehallenmeister (60 m)

international
- 2005: U20-Europameister (4 × 100 m)
- 2007: 9. Platz Halleneuropameisterschaften (60 m)
- 2007: 2. Platz Europacup (4 × 100 m)
- 2007: 3. Platz Europacup (100 m)
- 2010: 3. Platz Team-Europameisterschaft (100 m)
- 2015: 2. Platz Halleneuropameisterschaften (60 m)